# JAFMATE
『JAF Mate』（ジャフメイト）とは、一般社団法人 日本自動車連盟（JAF）が会員向けに送付している機関誌である。

## 概要
1965年（昭和40年）、前身となる『JAF NEWS』創刊。1977年（昭和52年）に『JAF MATE』に改題した。
現在は、JAF監修にて、株式会社JAFメディアワークスが発行している。発行部数は公称1360万2100部（2025年春号現在）。
2021年（令和3年）までは年10回刊行されており、2月・3月号、8月・9月号は合併号であった。
2022年（令和4年）は2月・3月合併号が1月に発行され、4月以降は、年4回刊行（春・夏・秋・冬の季刊）となる。

## 主な記事
2025年（令和7年）現在、連載となっている記事
- 日本の魅力、再発見
- 車のある風景 - 松任谷正隆によるエッセイ。本連載は、同社より単行本として出版もされている。
- 幸せって何だろう - 毎回異なる著名人によるエッセイ。本連載は、同社より単行本として出版もされている。
- インタビュードライブしない？
- 川津幸子さんの「これ、作ってみて！」 - 料理編集者、料理研究家による安くて、おいしくて、簡単なメニューの紹介。
- 危険予知 - 事故回避トレーニング。危険の予知能力を養う。
- 高齢ドライバーのヒヤリハット
- JAFユーザーテスト
- 優待特集 - JAF会員が利用できる優待施設のうち、毎回テーマに沿っていくつかをピックアップして紹介。
- 賞金クロス - 賞金付きのクロスワードパズル。オンラインもしくははがきで応募できる。
- のりものメモリー - 矢部太郎によるエッセイ漫画。

連載は続いているもののかたちが変化した記事
- JAFストーリー - 会員から投稿された、JAFに救援依頼したときの体験談を仲曽根ハミが漫画化して掲載。
- おたより王国 - テーマに沿った読者投稿を紹介。現在は文章のみの掲載。

過去の連載
2007年（平成19年）現在、ほぼ毎月掲載している掲載記事は15本。
- JAFストーリー - 会員から投稿された、JAFに救援依頼したときの体験談を紹介。
- ママさん調査隊 - 主婦ドライバーが、車生活の諸々を調査・報告。（連載終了）
- 事故ファイル - 実際にあった事故を紹介。起きやすい事故が多い。
- おたより王国 - テーマに沿った読者投稿を紹介。投稿をもとにやくみつるがコミカライズした4コマ漫画を連載。

毎年秋から「JAFみんなのエコ川柳」を募集し、翌年の春に入賞・入選作品を部門別に掲載している。

## クーポン
約1万7000か所の施設がJAFと提携しており、会員向けに格安でサービス提供している。
JAF Mate の広告に添付されているクーポンを使用すると、記載されている金額または割引分の割引を受けられる。
クーポンが添付されていなくても、広告に「JAFの会員証提示で割引」と記載があれば、上記のクーポンと同じ効力を持つ。

## JAF Mate Online
2022年（令和4年）3月より、同誌から派生したウェブサイト『JAF Mate Online』がスタートしている。当初は誌面からの転載が多かったものの、徐々にオリジナルコンテンツも増加しており、2025年4月現在、JAF会員でなくてもほとんどのコンテンツが自由に閲覧可能なため、季刊発行の『JAF Mate』とは異なる性格をもつ、別の媒体となっている。

### 主なコンテンツ
（「賞金クロス」を除いては、いずれもJAF Mate Online専用）
- 疑問解決!? JMO特命調査団 - クルマや交通に関する身近な問題を独自に調査してレポートにまとめた記事
- JAFロードサービスカー図鑑 - JAFのロードサービスを提供している救援車両について、仕様や使い方などを動画も交えて紹介
- その旧車、レンタルさせてください - レンタカーとして実際に借りられる旧車に限定した試乗記
- 自動車交通トピックス - 自動車や道路交通、イベントなど日々の細々としたニュースを提供
- これって違反なの!? 道路交通法クイズ - 思わず見落としがちな道交法をクイズ形式で正しく理解
- こんなとき、アナタはどうする？ - 車を運転中に遭遇する可能性が高いトラブルについて「どう対処すればいいのか？」を専門家が解説
- ごきげんロードトリップ - 「あなたを「ごきげん」に、すてきな旅のイメージを提案する」と謳う旅行案内。季刊の『JAF Mate』誌で連載している旅行案内記事「日本の魅力、再発見」に対し、当該誌を発行しない月に掲載されている。
- 日本の絶景ドライブルート - カメラマンの須藤英一による写真で、日本津々浦々の走って楽しい道路を紹介。Google Mapで写真撮影のポイントや詳細なルートも提供されている。
- わたしのドライブミュージック - 音楽好きの著名人が、月替わりで車やドライブにまつわる音楽との思い出とドライブミュージックを紹介。毎週更新のためひとり4回連載となっており、第4回にはその人によるSpotifyでまとめられたプレイリストが公開される。
- インタビューMy Garage - 月一更新の、芸能人や著名人への車を中心とした話題のロングインタビュー
- 賞金クロス - 毎月更新のオンラインで解ける、賞金付きのクロスワードパズル。パズル自体は誰でも挑戦できるが、賞金の応募にはJAF会員のアカウントが必要。※このコンテンツのみJAF Mate誌発行月は共用となる
- みんなの本音を大調査！JAFMate総研 - JAF会員へのアンケート結果をもとに、「実際のところ、みんなはどう思っているの？」を紹介する。最初と最後には、イラストレーターのいぢちひろゆきによるショート漫画が付属。
- 安東弘樹の運転履歴書 - 元TBSアナウンサーで車好きが昂じて日本自動車ジャーナリスト協会（AJAJ）の会員になった安東弘樹によるコラム（2025年3月連載終了）
- 神出鬼没！ ヒャダインの適当旅 - 音楽クリエイターのヒャダイン（前山田健一）による、国内外へ思いつきで行った旅のコラム（2025年3月連載終了）
- 学生食堂ワンダフルワールド - 増田薫が大学の学生食堂を訪れ、その学校ならではの料理やこだわりのメニュー、成り立ちまでのストーリーを追う連載漫画。１～13話は『学生食堂ワンダフルワールド』としてJAFメディアワークスから単行本として出版されている。

### 特集
自動車、安全運転、ドライブ・旅行、ライフスタイルのカテゴリーには、特集が設けられており、ここには定期的な更新ではないコンテンツが内容の長短に関わらず収められている。
- 自動車特集には、車のトリビア的なものから、ナンバーに関する記事、税金など車両経費に関する話題、さらに しげの秀一のインタビューなども含まれている。
- 安全運転特集は、運転視野や親子で学ぶ交通安全クイズ、暑い季節の車内温度、運転中の眠気を防ぐ方法など、交通安全に繋がるような記事がある。
- ドライブ･旅行の特集には、特定の目的での旅行をはじめ、ご当地スーパーを店舗ごとに紹介する記事、ひとり旅、鉄道廃線を巡る記事などが掲載されている。過去にはJAFが会員向けに行っているイベントのレポートも掲載されていたが、これらは2024年以降「JAFイベントレポート」として独立した。
- ライフスタイルの特集は、花粉症対策や怪談話など、カーライフとは少し離れた話題が中心となっている。